# Campeonato Mundial de Atletismo de 2017 - Lançamento de disco masculino
A competição do lançamento de disco masculino no Campeonato Mundial de Atletismo de 2017 foi realizada no Estádio Olímpico de Londres nos dias 4 e 5 de agosto. Andrius Gudžius da Lituânia levou a medalha de ouro.

## Recordes
Antes da competição, os recordes eram os seguintes:
| Recorde mundial                               | Jürgen Schult (GDR)     | 74.08 | Neubrandenburg, Alemanha Oriental | 6 de junho de 1986  |
| Recorde do campeonato                         | Virgilijus Alekna (LTU) | 70.17 | Helsínquia, Finlândia             | 7 de agosto de 2005 |
| Recorde do ano                                | Daniel Ståhl (SWE)      | 71.29 | Sollentuna, Suécia                | 29 de junho de 2017 |
| Recorde africano                              | Frantz Kruger (RSA)     | 70.32 | Salon-de-Provence, França         | 26 de maio de 2002  |
| Recorde asiático                              | Ehsan Haddadi (IRI)     | 69.32 | Tallinn, Estônia                  | 3 de junho de 2008  |
| Recorde da América do Norte, Central e Caribe | Ben Plucknett (USA)     | 72.34 | Estocolmo, Suécia                 | 7 de julho de 1981  |
| Recorde da América do Sul                     | Jorge Balliengo (ARG)   | 66.32 | Rosário, Argentina                | 15 de abril de 2006 |
| Recorde europeu                               | Jürgen Schult (GDR)     | 74.08 | Neubrandenburg, Alemanha Oriental | 6 de junho de 1986  |
| Recorde da Oceania                            | Benn Harradine (AUS)    | 68.20 | Townsville, Austrália             | 10 de maio de 2013  |

## Medalhistas
| Ouro                  | Prata              | Bronze             |
| Andrius Gudžius (LTU) | Daniel Ståhl (SWE) | Mason Finley (USA) |

## Tempo de qualificação
| Tempo de qualificação |
| --------------------- |
| 65.00 metros          |

## Calendário
| Data                | Horário | Fase         |
| ------------------- | ------- | ------------ |
| 4 de agosto de 2017 | 20:45   | Qualificação |
| 5 de agosto de 2017 | 19:26   | Final        |

Todos os horários estão no horário local (UTC+1)

## Resultados

### Qualificação
Qualificação: 64,50 m (Q) ou as doze melhores performances (q) 
| Pos. | Grupo | Atleta                | Nacionalidade               | Tentativa | Tentativa | Tentativa | Marca | Notas |
| Pos. | Grupo | Atleta                | Nacionalidade               | 1         | 2         | 3         | Marca | Notas |
| ---- | ----- | --------------------- | --------------------------- | --------- | --------- | --------- | ----- | ----- |
| 1    | A     | Daniel Ståhl          | Suécia                      | 61.83     | 67.64     |           | 67.64 | Q     |
| 2    | B     | Andrius Gudžius       | Lituânia                    | 67.01     |           |           | 67.01 | Q     |
| 3    | A     | Robert Harting        | Alemanha                    | 65.32     |           |           | 65.32 | Q     |
| 4    | A     | Piotr Małachowski     | Polónia                     | 65.13     |           |           | 65.13 | Q     |
| 5    | B     | Fedrick Dacres        | Jamaica                     | 64.46     | 64.28     | 64.82     | 64.82 | Q     |
| 6    | A     | Mason Finley          | Estados Unidos              | 63.98     | 64.76     |           | 64.76 | Q     |
| 7    | B     | Simon Pettersson      | Suécia                      | 60.43     | x         | 63.69     | 63.69 | q     |
| 8    | B     | Robert Urbanek        | Polónia                     | 62.37     | 63.67     | 63.04     | 63.67 | q     |
| 9    | B     | Gerd Kanter           | Estónia                     | x         | 63.61     | x         | 63.61 | q     |
| 10   | A     | Lukas Weißhaidinger   | Áustria                     | 63.57     | x         | 61.48     | 63.57 | q     |
| 11   | A     | Apostolos Parellis    | Chipre                      | 63.36     | 62.68     | 62.67     | 63.36 | q     |
| 12   | A     | Traves Smikle         | Jamaica                     | 63.23     | x         | x         | 63.23 | q     |
| 13   | B     | Lolassonn Djouhan     | França                      | 58.00     | 63.21     | 61.35     | 63.21 |       |
| 14   | A     | Philip Milanov        | Bélgica                     | 62.94     | x         | 63.16     | 63.16 |       |
| 15   | A     | Ehsan Hadadi          | Irão                        | 63.03     | 61.22     | 60.92     | 63.03 |       |
| 16   | B     | Mauricio Ortega       | Colômbia                    | x         | 62.34     | 62.97     | 62.97 |       |
| 17   | A     | Martin Kupper         | Estónia                     | 59.49     | 62.11     | 62.71     | 62.71 |       |
| 18   | B     | Victor Hogan          | África do Sul               | 61.76     | 62.26     | x         | 62.26 |       |
| 19   | B     | Alex Rose             | Samoa                       | 61.62     | x         | 59.63     | 61.62 |       |
| 20   | B     | Andrew Evans          | Estados Unidos              | 61.32     | 60.47     | 60.78     | 61.32 |       |
| 21   | B     | Benn Harradine        | Austrália                   | 60.00     | x         | 60.95     | 60.95 |       |
| 22   | B     | Zoltán Kővágó         | Hungria                     | 56.71     | 56.26     | 59.46     | 59.46 |       |
| 23   | B     | Viktor Butenko        | Atletas Neutros Autorizados | 59.29     | x         | x         | 59.29 |       |
| 24   | A     | Niklas Arrhenius      | Suécia                      | 58.91     | x         | 58.84     | 58.91 |       |
| 25   | A     | Erik Cadée            | Países Baixos               | 58.19     | x         | 58.90     | 58.90 |       |
| 26   | A     | Sven Martin Skagestad | Noruega                     | x         | 57.89     | 58.86     | 58.86 |       |
| 27   | B     | Mustafa Al-Saamah     | Iraque                      | 57.77     | 56.38     | 58.40     | 58.40 |       |
| 28   | A     | Mitchell Cooper       | Austrália                   | x         | 56.20     | 57.26     | 57.26 |       |
| 29   | B     | Nicholas Percy        | Grã-Bretanha                | x         | 52.56     | 56.93     | 56.93 |       |
| 30   | A     | Marshall Hall         | Nova Zelândia               | x         | 56.64     | 54.20     | 56.64 |       |
| 31   | A     | Rodney Brown          | Estados Unidos              | x         | x         | x         | NM    |       |
| 31   | B     | Martin Wierig         | Alemanha                    | x         | x         | x         | NM    |       |

### Final
A final da prova ocorreu dia 5 de agosto às 19:26.
| Pos.              | Atleta              | Nacionalidade  | Tentativa | Tentativa | Tentativa | Tentativa | Tentativa | Tentativa | Marca | Notas           |
| Pos.              | Atleta              | Nacionalidade  | 1         | 2         | 3         | 4         | 5         | 6         | Marca | Notas           |
| ----------------- | ------------------- | -------------- | --------- | --------- | --------- | --------- | --------- | --------- | ----- | --------------- |
| Medalha de ouro   | Andrius Gudžius     | Lituânia       | 67.52     | 69.21     | 63.43     | x         | 63.98     | 67.89     | 69.21 | Recorde pessoal |
| Medalha de prata  | Daniel Ståhl        | Suécia         | x         | 69.19     | 66.58     | 68.57     | x         | 63.06     | 69.19 |                 |
| Medalha de bronze | Mason Finley        | Estados Unidos | 67.07     | 68.03     | 65.21     | 37.36     | 66.59     | x         | 68.03 | Recorde pessoal |
| 4                 | Fedrick Dacres      | Jamaica        | 65.62     | 65.70     | x         | 65.83     | 64.41     | 64.67     | 65.83 |                 |
| 5                 | Piotr Małachowski   | Polónia        | 63.96     | 65.14     | 64.88     | x         | 65.24     | 63.92     | 65.24 |                 |
| 6                 | Robert Harting      | Alemanha       | 65.10     | x         | 64.75     | x         | x         | x         | 65.10 |                 |
| 7                 | Robert Urbanek      | Polónia        | 61.93     | 64.15     | 63.91     | 64.14     | x         | 63.46     | 64.15 |                 |
| 8                 | Traves Smikle       | Jamaica        | 63.64     | 64.04     | x         | 62.28     | x         | 63.37     | 64.04 |                 |
| 9                 | Lukas Weißhaidinger | Áustria        | 63.76     | 62.75     | x         |           |           |           | 63.76 |                 |
| 10                | Apostolos Parellis  | Chipre         | 62.18     | 63.17     | x         |           |           |           | 63.17 |                 |
| 11                | Simon Pettersson    | Suécia         | 55.58     | 60.39     | x         |           |           |           | 60.39 |                 |
| 12                | Gerd Kanter         | Estónia        | 59.72     | 60.00     | x         |           |           |           | 60.00 |                 |

Legenda
| Recorde mundial       | Recorde mundial (World record)               |                       | Recorde africano                      | Recorde africano (African) |                                           | Q | Classificado por posição (Qualified) |
| Recorde do campeonato | Recorde do campeonato (Championship record)  | Recorde da América    | Recorde da América (Americas)         | q                          | Classificado por melhor tempo (Qualified) |   |                                      |
| Melhor marca do ano   | Melhor marca do ano (World leading)          | Recorde asiático      | Recorde asiático (Asian)              | DNS                        | Não largou (Did not start)                |   |                                      |
| Recorde nacional      | Recorde nacional (National record)           | Recorde europeu       | Recorde europeu (European)            | DNF                        | Não terminou (Did not finish)             |   |                                      |
| Recorde pessoal       | Recorde pessoal do atleta (Personal best)    | Recorde da Oceania    | Recorde da Oceania (Oceania)          | DSQ / DQ                   | Desclassificado (Disqualified)            |   |                                      |
| Recorde da temporada  | Recorde da temporada do atleta (Season best) | Recorde sul-americano | Recorde sul-americano (South America) | NM                         | Sem marca (No mark)                       |   |                                      |